# 奥兰多·格雷厄姆
奥兰多·格雷厄姆（英語：Orlando Graham，1965年5月5日—），美国NBA联盟前职业篮球运动员。他在1988年的NBA选秀中第2轮第40顺位被迈阿密热火选中。